# カーボベルデの政治
カーボベルデの政治（ポルトガル語: Política de Cabo Verde）では、西アフリカの島国であるカーボベルデ共和国の政治について記す。
カーボベルデはカーボベルデ共和国憲法に基づき統治される立憲国家であり、三権分立、半大統領制、複数政党制、そして間接民主制を採用する共和国である。

## 政治史
カーボベルデがポルトガルから独立した1975年以降、ギニア・カーボベルデ独立アフリカ党（PAIGC）による一党制が敷かれた。PAIGCのもとで共に独立闘争を戦ったギニアビサウとは独立後の統合も視野に入れていたが、1980年のギニアビサウでのクーデターに伴い統合計画は白紙となり、両国は別々の道を歩むことになる。1981年1月にPAIGCカーボベルデ支部はカーボベルデ独立アフリカ党（PAICV）と改称したが、一党制は継続した。
PAICV長期政権への不満の高まりを受け、1990年2月のPAICV党大会において複数政党制の導入が決定。翌1991年に複数政党制に基づく議会選および大統領選挙が行われ、カーボベルデ史上初となる政権交代が実現した。
1992年9月25日に新憲法（現行憲法、1995年と1999年に大幅改正）が制定され、以後のカーボベルデでは複数政党制に基づく民主主義が確立している。アメリカ合衆国の国際NGOであるフリーダム・ハウスが毎年発表する世界の自由度指標（1～7の数値が各国に付される。1が「最も自由」、7が「最も自由でない」）において、カーボベルデはアフリカ諸国で唯一、1の評価を得ている。

## 行政府
憲法によれば、国家元首である大統領は国民の直接選挙により選出される。任期は5年で、3選は禁止。制約が付くものの、大統領には国家緊急権や軍の最高指揮権、国民議会の解散権などの権限が与えられている。
行政権は主に首相率いる閣僚評議会（内閣に相当）が行使する。首相および閣僚はいずれも大統領により任命されるが、首相の任命は国民議会、閣僚の任命は首相の指名に基づく必要がある。

## 立法府
立法権は一院制の国民議会（ポルトガル語: Assembleia Nacional）に属する。定数は72議席で、議員は比例代表制に基づき選ばれる。議員の任期は5年。
憲法規定によれば、国民議会は全てのカーボベルデ人を代表すると謳われており、在外カーボベルデ人の代表にも議席が割り当てられている。

## 政党
憲法では、政党は国民の政治意思を民主的に反映する組織であると定め、複数政党制を容認している。特定の地域のみを代表する地域政党、特定の宗教・宗派に依拠する宗教政党、個人名や特定の機関名を付した政党の設立は禁止。また、党旗や党の紋章を、国旗や国章と似たデザインにすることも禁止されている。
現状、カーボベルデではカーボベルデ独立アフリカ党（PAICV）と民主運動（MpD）が二大政党として機能しているが、民主独立カーボベルデ連合（UCID）などの小政党も活動している。

## 司法府
司法府の最高機関は、最高司法裁判所（ポルトガル語: Supremo Tribunal de Justiça）である。司法府の長である最高司法裁判所長官は、裁判官最高評議会（ポルトガル語: Conselho Superior da Magistratura Judicial）の諮問に基づき、大統領が任命する。
カーボベルデの法体系は、旧宗主国であるポルトガルの法体系が基幹となっている。国連加盟国だが、国際司法裁判所（ICJ）の管轄権を受け入れていない。

## 地方行政区分
カーボベルデは22の基礎自治体に分かれる（ポルトガル語: concelhos）。それぞれの基礎自治体に置かれた地方議会は、立法府であると同時に行政権も行使する。

## 在カーボベルデ外国人の参政権
憲法によれば、カーボベルデに在住する外国人には原則として参政権は与えられない。しかしカーボベルデの公用語であるポルトガル語を同じく公用語としている国の人々に限り、地方選挙の投票権が認められている。

## 国際関係
非同盟路線が軸だが、欧米、特に欧州連合（EU）との関係強化に力を入れている。通貨カーボベルデ・エスクードはユーロとの固定相場制のもとにあり、将来的なEU加盟も視野に入れている。旧宗主国ポルトガルとは密接な関係にあり、ポルトガル語諸国共同体（CPLP）に加盟している。また、アフリカの一員であることから、アフリカ連合（AU）の加盟国でもある。